# Figlio di Dio (romanzo)
Figlio di Dio (titolo orig. Child of God) è il terzo romanzo dello scrittore americano Cormac McCarthy, pubblicato dalla casa editrice Random House nel 1973. Racconta la vita di un violento emarginato e assassino seriale negli anni Sessanta, ambientato tra i monti Appalachi del Tennessee.
Al suo apparire, ricevette il plauso dei critici, ma non ebbe successo. Come nel precedente Il buio fuori, McCarthy usa l'isolamento estremo, la perversione e la violenza come elementi narrativi per indagare l'esperienza umana. Violando le convenzioni letterarie, l'autore vira verso diversi stili di scrittura: descrizioni di dati di fatto, una prosa estremamente dettagliata, immagini pastorali vivide e grottesche, e una narrazione colloquiale in prima persona, nella quale la voce narrante rimane ignota, non identificata.

## Trama
Il romanzo narra la discesa nella follia di Lester Ballard, giovane balordo disadattato che vive fin dall'inizio del romanzo ai margini della società. Violento per natura, talentuoso solo nell'uso del fucile, Ballard è incapace di qualsiasi relazione. Coinvolto suo malgrado in varie vicende, viene stritolato da quell'ingranaggio sociale dal quale cerca di distanziarsi. Privato di tutto, lasciato in balìa del suo solo istinto violento, Ballard si trasforma in un serial killer necrofilo e stupratore, un "troll delle montagne", come lo descrive McCarthy, che vive nelle caverne, vestito degli abiti delle sue vittime. Preso e rinchiuso, Ballard riuscirà a evitare di essere linciato "riemergendo" dalla terra dopo una fuga nelle caverne, per morire molti anni dopo in clinica.

## Edizioni italiane
- Figlio di Dio, traduzione di Raul Montanari, Collana Supercoralli, Torino, Einaudi, 2000,  p. 172, ISBN 88-06-15070-7. - Collana SuperET, Einaudi, 2008, ISBN 978-88-061-6895-7; Collana ET Scrittori, Einaudi, 2014-2023, ISBN 978-88-062-2332-8.